# Abthorpe
Abthorpe is een civil parish in het bestuurlijke gebied South Northamptonshire, in het Engelse graafschap Northamptonshire met 311 inwoners.

## Galerij

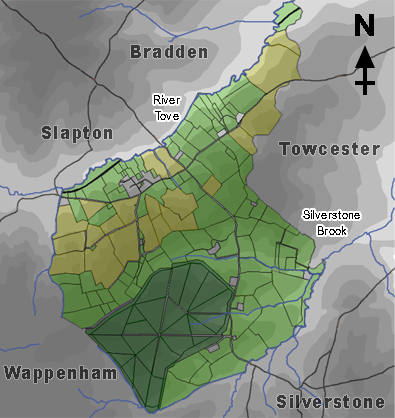
Kaart van Abthorpe
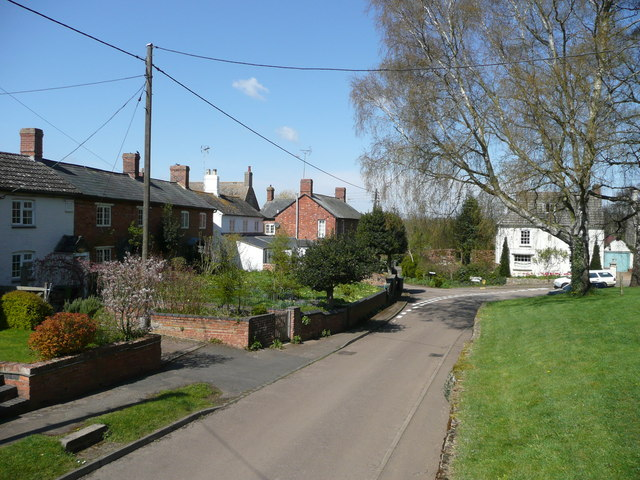
Een straat in Abthorpe